# Llista d'aerolínies de Guinea Equatorial
Aquest articles és una llista d'aerolínies que operen a Guinea Equatorial. En 2016 totes elles estaven incloses en la llista negra de companyies aèries de la Unió Europea.
| AIRLINE                         | IATA | OACI | INDICATIU     | IMAGE | INICI OPERACIONS |
| ------------------------------- | ---- | ---- | ------------- | ----- | ---------------- |
| Air Annobón                     | -    | -    | -             |       | 2013             |
| Ceiba Intercontinental Airlines | C2   | CEL  | CEIBA LINE    |       | 2007             |
| Cronos Airlines                 | C8   | CRA  | -             |       | 2007             |
| Ecuato Guineana                 | 8Y   | GGE  | EQUATO GUINEA |       | 1986             |
| Guinea Ecuatorial Airlines      | -    | GEA  | GEASA         |       | 1996             |
| Jet line                        | -    | JLE  | -             |       | 2000             |
| Punto Azul                      | ZR   | PUN  | PUNTO AZUL    |       | 2013             |